# X5 리테일 그룹
X5 리테일 그룹(X5 Retail Group)은 러시아의 대표적인 식품 소매업체이다. 2019년 기준으로 러시아 민영 기업 중에서는 매출액이 세번째에 해당된다.